# جائزة الولايات المتحدة الكبرى 2007
جائزة الولايات المتحدة الكبرى 2007 (بالإنجليزية: 2007 United States Grand Prix)‏ هو سباق فورمولا 1 أقيم بتاريخ 17 يونيو 2007 في إنديانابوليس. كان السابع من أصل 17 في بطولة العالم لسباقات الفورمولا واحد موسم 2007. حلّ البريطاني لويس هاملتون أولا بينما جاء الإسباني فرناندو ألونسو في المركز الثاني وحصل على المركز الثالث البرازيلي فيليبي ماسا.